# Телохранитель (фильм, 1961)
«Телохранитель» (яп. 用心棒 Ё:дзимбо:) — художественный фильм режиссёра Акиры Куросавы, снятый в жанре дзидайгэки. Куросава отмечал, что основным источником для сценария послужил фильм «Стеклянный ключ» 1942 года, адаптация одноимённого романа Дэшила Хэммета. Множество критиков также отмечали схожесть сценария фильма с романом Хэммета «Кровавая жатва». Фильм получил множество положительных отзывов, и за многие годы его считали одним из лучших фильмов Куросавы и одним из величайших фильмов, когда-либо созданных. Он находится на 129 месте в 250 лучших фильмов по версии IMDb. Также послужил основой для фильма Серджо Леоне «За пригоршню долларов», помимо стиля покадрово копировались многие сцены. По этой причине спагетти-вестерн был обвинен в плагиате, дело дошло до судебного иска.

## Сюжет
Действие происходит в Японии в середине XIX века, незадолго до революции Мэйдзи. Бродяга-самурай (ронин) Сандзюро Кувабатакэ бродит по пустынной местности. Он останавливается на ферме, где слышит, как пожилая пара сетует на то, что их единственный сын бросил работу на ферме, чтобы убежать и присоединиться к криминальной банде в соседнем городе, в котором враждует два клана. Незнакомец направляется в город, где он встречает Гондзи, владельца таверны, который советует ему покинуть город. Он рассказывает о двух воюющих кланах: Уситора и Сэйбэя, которые в основном занимаются азартными играми. Мэр города и торговец шелком, Тадзаэмон, давно был подкуплен кланами и присоединился к пивовару саке Токуэмону, объявив его новым мэром. Оценив ситуацию, незнакомец говорит, что намерен остаться, так как городу будет лучше, если обе враждующие стороны будут уничтожены.
Сандзюро без труда убивает трех людей Уситора, которые насмехались над ним. Сэйбэй нанимает Сандзюро в качестве воина, с помощью которого можно побороть клан Уситора. Сэйбэй платит самураю 25 рю, а остаток отдаст после победы в войне. Идя по дому клана, Сандзюро подслушивает разговор Сэйбэя с женой, та предлагает убить самурая после поражения Уситора. Далее самурай видит, как один учитель фехтования клана сбегает. Перед началом битвы Сандзюро уходит из клана, отдав свою плату. Он вскарабкивается на вышку, чтобы посмотреть на битву. Группировки пытаются кинуться в атаку, но делают это трусовато и неуверенно. Перед столкновением сторон в город приезжает правительственная инспекция с проверкой, и война на время прекращается.
Через несколько дней инспекция уезжает, потому что в другом городе был убит чиновник. Сандзюро узнает, что убийство совершили наемники Уситора. Самурай захватывает их и продает Сэйбэю, после говорит Уситора, что его людей схватили приспешники его противника. Затем Уситора приказывает похитить сына Сэйбэя, которого он предлагает в обмен на двух заключенных. В город приезжает младший брат Уситора Уносукэ, обладающий револьвером. Ночью происходит обмен и Уносукэ убивает двух пленных и говорит, что отдаст сына Сэйбэя, если тот отдаст власть Уситора и уйдет в монахи. Сэйбэй предчувствуя обман, заранее похитил любовницу Уситора, Нуи — жену местного фермера, которую у него забрали за долги. На следующий день происходит новый обмен, за всем происходящим следит маленький сын Нуи и пытается пробраться к матери, но их разлучают. Обмен заканчивается: Сэйбэй забирает своего сына, а Уситора — любовницу. Ночью Сандзюро нанимается телохранителем к Уситора. После он убивает охранников и освобождает Нуи, возвращает ее к семье и заставляет их покинуть город.
Сандзюро убеждает Уситора, что женщину похитил Сэйбэй, война кланов обостряется: Уситора сжигает шелковый склад Тадзаэмона, а Сэйбэй наносит ответный удар, уничтожая пивоварню Токуэмона. Уносукэ догадывается, что Нуи освободил Сандзюро. Самурая начинают жестоко избивать. Но ему все же удается сбежать. Гондзи укрывает Сандзюро в храме возле кладбища. Тем временем война завершается: клан Сэйбэя полностью уничтожен. Однако, когда он узнает, что Гондзи был захвачен людьми Уситора, он возвращается в город. Происходит схватка, Сандзюро добивает клан Уситора и освобождает Гондзи. Тадзаэмон кружит по городу и стучит в молитвенный барабан, а затем замечает и убивает Токуэмона. Самурай покидает опустошенный город.

## В ролях
- Тосиро Мифунэ — самурай Сандзюро Кувабатакэ
- Тацуя Накадай — Уносукэ
- Ёко Цукаса — Нуи
- Дайскэ Като — Инокити
- Сэйдзабуро Кавадзу — Сэйбэй
- Такаси Симура — Токуэмон
- Исудзу Ямада — Орин
- Эйдзиро Тоно — Гондзи, владелец таверны
- Ацуси Ватанабэ — гробовщик

## Награды и номинации
- В 1961 году фильм участвовал в основном конкурсе Венецианского кинофестиваля и завоевал Кубок Вольпи за лучшую мужскую роль (Тосиро Мифунэ).
- В 1962 году картина была номинирована на премию «Оскар» за лучший дизайн костюмов для чёрно-белых фильмов (Ёсиро Мураки).

## Продолжение
Год спустя, в 1962 году Акира Куросава снял картину о дальнейших похождениях ронина Сандзюро — «Отважный Сандзюро». В качестве литературной основы на этот раз было выбрано произведение не Дэшила Хэммета, а местного японского писателя Сюгоро Ямамото.